# Economía de Mauricio
Desde su independencia en 1968, Mauricio se desarrolló como una economía de baja renta basada en la agricultura hacia una economía de renta mediana diversificada, con sectores industrial, financiero y de turismo en expansión. En la mayor parte de este periodo, el crecimiento se situó entre los 5% y los 6% al año.

## Datos económicos
PNB 2002: $ 4.518.000.000
PNB per cápita 2002: $ 3.787
Población activa 2002: 541.000 personas
Importaciones 2001: $ 1.992.000.000
Exportaciones 2001: $ 1.521.000.000
Entradas del turismo (2001): $ 525.000.000
Salidas del turismo (2001): $ 182.000.000
Moneda: Rupia de Mauricio

## Economía

### Agricultura, ganadería y pesca

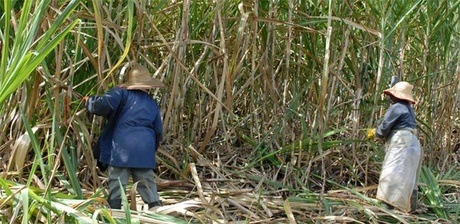
Caña de azúcar.

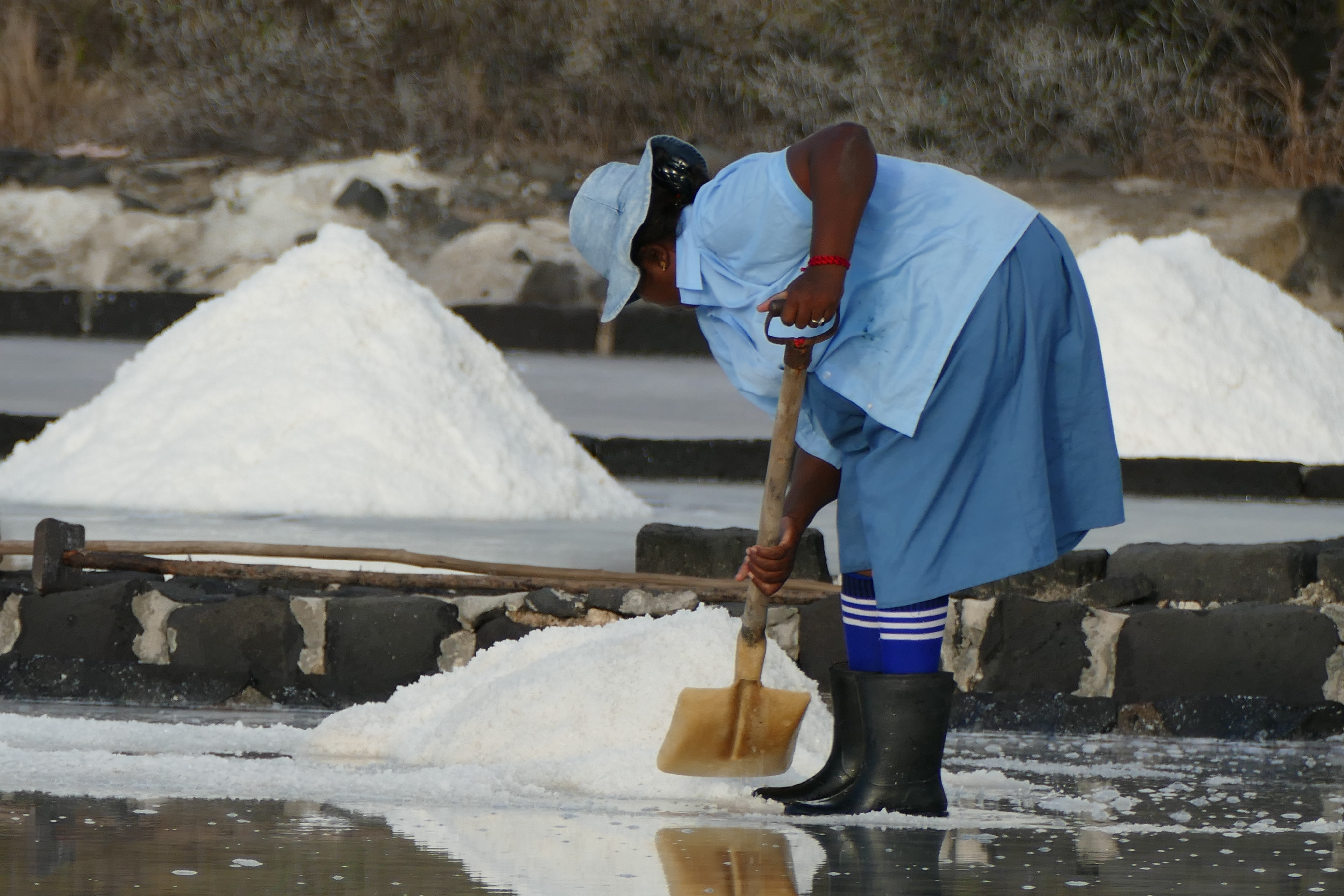
Producción de sal.

Todo el territorio de Mauricio son bosques, de él se extraen patatas, cocos, té, madera y caña de azúcar.
Respecto a la ganadería hay porcina y caprina.
La pesca es importante: en 2002 se pescaron 9.386.000 t de pez. 

### Industria y energía
Hay industria petroquímica y química en Port Louis (la capital).

### PNB por sectores
- Primario 6%
- Secundario 31%
- Terciario 63%